# Hillsdale (Missouri)
Hillsdale – wieś w Stanach Zjednoczonych, w stanie Missouri, w hrabstwie St. Louis.